# Alfred Mellows
Alfred Mellows, né le 8 juin 1922 et mort le 11 juillet 1997, est un rameur d'aviron britannique.

## Carrière
Alfred Mellows participe aux Jeux olympiques de 1948 à Londres et remporte la médaille d'argent en huit, avec Guy Richardson, Michael Lapage, Ernest Bircher, Paul Massey, John Meyrick, Christopher Barton, Jack Dearlove et Charles Lloyd.